# Pərdili
Pərdili è un comune dell'Azerbaigian situato nel distretto di Cəlilabad. Conta una popolazione di 992 abitanti.